# Fremdiswalde
Fremdiswalde ist ein Dorf im Landkreis Leipzig in Sachsen. Politisch gehört der Ort zu Grimma.

## Geschichte
Die erste Erwähnung von Fridemiswalde bzw. Fredemiswalde datiert von 1330 in einer Urkunde des Meißener Bischofs Withego II. von Colditz. Die Gründung des Ortes durch deutsche Kolonisten erfolgte aber schon im Laufe des 12. Jahrhunderts. Die in der romanischen Kirche von Fremdiswalde freigelegten Wandmalereien werden auf etwa 1250 datiert. Für eine deutsche Gründung des Dorfes sprechen sowohl die Flurform als auch der Ortsname. Letzterer geht wohl auf eine Verstümmelung des Personennamens Fridemund zurück.  
Von 1994 bis 2010 gehörte Fremdiswalde zur ehemaligen Stadt Nerchau. Als einzige kommunale Institution gibt es im Dorf einen Kindergarten.

### Entwicklung der Einwohnerzahl
| Jahr    | Einwohnerzahl                               |
| ------- | ------------------------------------------- |
| 1548/51 | 35 besessene Mann, 30 Inwohner              |
| 1764    | 36 besessene Mann, 34 Häusler, 16 5⁄8 Hufen |
| 1834    | 516                                         |
| 1871    | 704                                         |

| Jahr | Einwohnerzahl |
| ---- | ------------- |
| 1890 | 715           |
| 1910 | 669           |
| 1925 | 698           |
| 1939 | 686           |

| Jahr | Einwohnerzahl |
| ---- | ------------- |
| 1946 | 858           |
| 1950 | 860           |
| 1964 | 727           |
| 1990 | 569           |

## Sehenswürdigkeiten

### Kirche

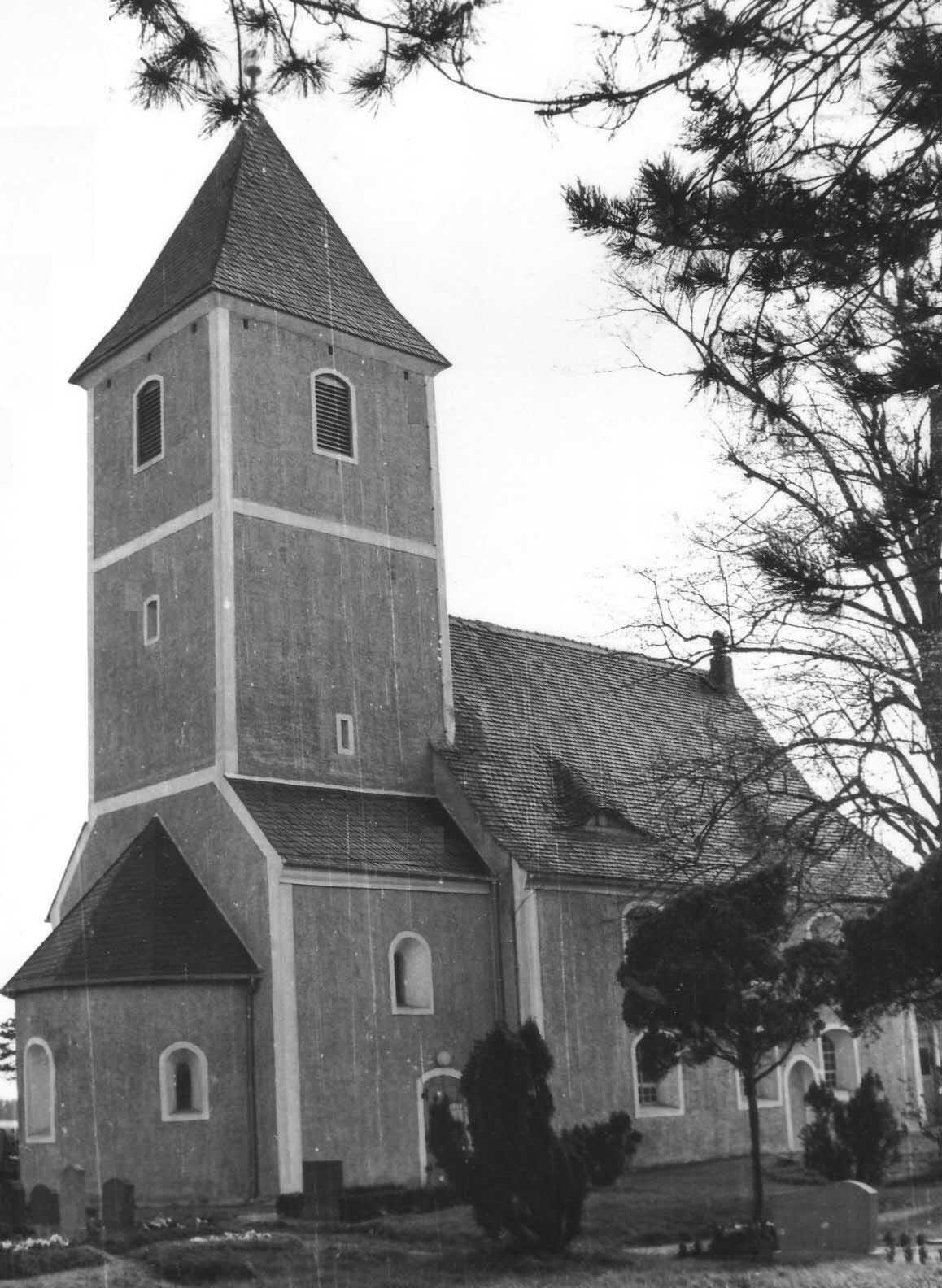
Evangelische Kirche von Fremdiswalde

Ältestes Gebäude im Ort ist die mehrfach umgebaute romanische Chorturmkirche aus dem ersten Drittel des 13. Jahrhunderts. 
Der ehemalige Mönch Johann Jakob Klappe amtierte von 1529 bis 1536 als Pfarrer von Fremdiswalde. Während seiner Amtszeit führte er die Reformation im Ort ein.
1766 wurde die Kirche durch einen Brand in Mitleidenschaft gezogen. Nach dem Brand wurde der Kirche ein hoher, für das kleine Gebäude überdimensionierter, Turm mit Welscher Haube aufgesetzt. Dieser wurde 1973 wegen Baufälligkeit abgetragen und durch einen kleineren, eher an die ursprüngliche romanische Formensprache erinnernden Turm ersetzt. 
Der vorerwähnte Brand im Jahr 1766 vernichtete auch das Pfarrhaus und mit ihm alle älteren Aufzeichnungen, insbesondere die Kirchenbücher von Fremdiswalde. 1774 konnte der neue und in dieser Gestalt bis heute bestehende Pfarrhof bezogen werden.

## Persönlichkeiten
- Karl Gottlob Hausius (1754–1825), evangelischer Geistlicher und Schriftsteller